# Сугур
Сугур (каз. Сүгір) — упразднённое село в Щербактинском районе Павлодарской области Казахстана. Упразднено в 2017 году. Входило в состав Шалдайского сельского округа. Код КАТО — 556867400.

## Население
В 1999 году население села составляло 106 человек (51 мужчина и 55 женщин). По данным переписи 2009 года в селе проживало 58 человек (27 мужчин и 31 женщина).